# Cầu Cổng Vàng
Cầu Cổng Vàng (tiếng Anh: Golden Gate Bridge) là một cây cầu treo bắc qua Cổng Vàng, eo biển rộng một dặm (1,6 km) nối liền vịnh San Francisco và Thái Bình Dương. Cầu này nối thành phố San Francisco, California của Mỹ - mũi phía bắc của Bán đảo San Francisco - đến Quận Marin, bao gồm cả Quốc lộ Hoa Kỳ 101 và Quốc lộ 1 California qua eo biển. Cây cầu là một trong những biểu tượng được quốc tế công nhận nhất của San Francisco, California và Hoa Kỳ. Cầu đã được Hiệp hội kỹ sư dân dụng Hoa Kỳ (American Society of Civil Engineers) tuyên bố là một trong những kỳ quan thế giới hiện đại.
Khi được hoàn thành vào năm 1937, Golden Gate Bridge là cây cầu treo dài nhất trên thế giới, và đã trở thành một biểu tượng quốc tế của San Francisco, California, Hoa Kỳ, với nhịp chính dài 4.200 feet (1.280 m) và tổng chiều cao 746 feet (227 m). Kể từ khi hoàn thành đến nay đã có tám chiếc cầu khác có chiều dài vượt qua Cầu Cổng Vàng. Tuy thế, đây vẫn là cây cầu treo dài thứ hai ở Hoa Kỳ, sau cầu Verrazzano-Narrows ở New York.

## Lịch sử

### Dịch vụ phà
Trước khi cây cầu được xây dựng, cách duy nhất để đi lại giữa San Francisco và vùng đất mà ngày nay là hạt Marin là bằng tàu thuyền đi xuyên qua một phần của vịnh San Francisco. Dịch vụ phà bắt đầu được sử dụng khoảng đầu những năm 1820, đến thập kỷ 1840 thì dịch vụ được thực hiện thường xuyên theo lịch để mang nước đến San Francisco. Năm 1867 công ty dịch vụ Đất liền và phà Sausalito được thành lập và sau này trở thành công ty Phà Cổng Vàng, một công ty con của Đường Sắt Nam Thái Bình Dương, tập đoàn cung cấp dịch vụ phà lớn nhất thế giới những năm 1920. Chỉ phục vụ cho hành khách đường sắt và khách hàng, dịch vụ phà của Nam Thái Bình Dương mang lại lợi nhuận rất lớn và đóng vai trò quan trọng cho nền kinh tế trong vùng. Đi phà từ Hyde Street Pier, San Francisco đến Sausalito của hạt Marin mất khoàng 20' với giá 1.00 USD cho một phương tiện, sau đó mức giá này được hạ xuống để cạnh tranh với chiếc cầu mới.
Nhiều người muốn xây dựng một cây cầu để nối San Francisco với hạt Marin. San Francisco là thành phố lớn nhất của Mỹ vẫn còn đi lại chủ yếu bằng tàu phà. Vì không có một con đường cố định nối liền các cộng đồng xung quanh vịnh với nhau nên mức tăng trưởng của thành phố thấp hơn mức trung bình của quốc gia. Nhiều chuyên gia cho rằng, một cây cầu không thể được xây dựng trên eo biển. Eo biển này có thủy triều và dòng nước mạnh và xoáy, nước ở trung tâm rất sâu và có gió mạnh thường xuyên. Các chuyên gia cho rằng những cơn gió hung tợn và sương mù dày đặc sẽ gây khó khăn cho việc xây dựng và hoạt động.

### Ý tưởng

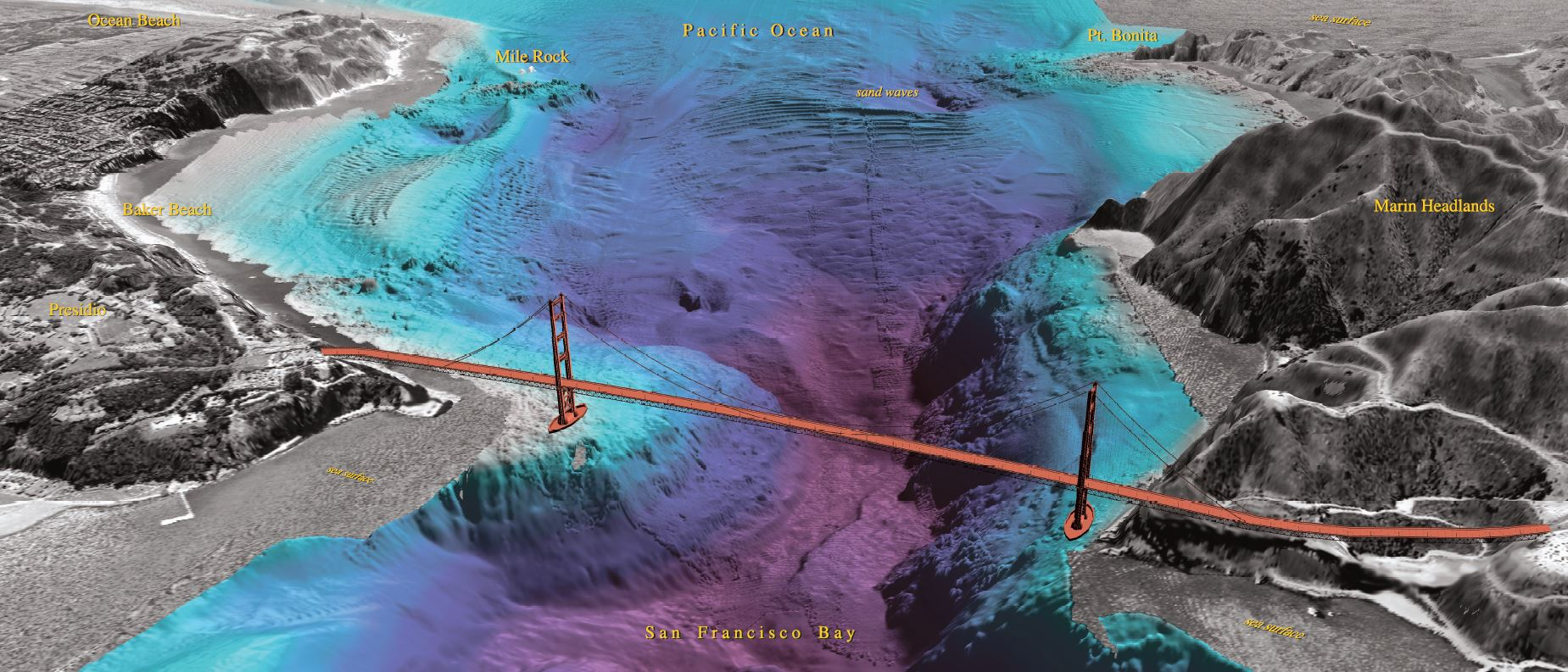
Phối cảnh nhìn về phía tây nam qua Cầu Cổng Vàng về phía Thái Bình Dương.

Mặc dù ý tưởng về một cây cầu bắc qua Cổng Vàng đã có từ trước nhưng mãi đến năm 1916 thì ý tưởng đó mới được đưa ra trong một bản tin của San Francisco bởi James Wilkins lúc đó đang là sinh viên kỹ thuật. Theo ước tính của Hội Kỹ Sư thành phố, đế xây dựng được một cây cầu phải tốn 100 triệu USD, một con số quá lớn trong thời kỳ đó và một câu hỏi đã đặt ra cho các kỹ sư cầu đường là liệu họ có thể xây dựng được một chiếc cầu với chi phí thấp hơn không. Một người đã đưa ra đáp án cho vấn đề trên, đó là Joseph Strauss, một kỹ sư có nhiều hoài bão và mơ ước. Trong luận văn tốt nghiệp của mình ông thiết kế một cây cầu sắt dài bắc qua eo biển Bering. Trước đó Strauss đã hoàn tất 400 chiếc cầu kéo, hầu hết là được xây dựng trên đất liền, chưa có công trình nào mang tầm cỡ của công trình mới này. Trong những bản vẽ đầu tiên của mình Strauss thiết kế một mút chìa đỡ bao lơn cực lớn ở hai phía của eo biển, hai mút chìa này được nối với nhau bởi một đoạn treo ở trung tâm mà theo Strauss phân đoạn này có thể được xây dựng với 17 triệu USD.
Chính quyền địa phương đồng ý việc xây cầu theo ý tưởng của Strauss với điều kiện là Strauss phải chỉnh sửa thiết kế và chấp nhận thông tin đầu vào từ các chuyên gia tư vấn dự án. Một bản thiết kế về một cây cầu treo được xem là thực tế nhất bởi vì nó phù hợp với những tiến bộ trong ngành luyện kim thời bấy giờ.
Strauss phải mất hơn mười năm để kêu gọi sự ủng hộ của cộng đồng Bắc California.. Việc xây dựng chiếc cầu vấp phải nhiều sự phản đối kể cả kiện tụng. Cục Chiến tranh lo ngại rằng cây cầu sẽ cản trở giao thông đường thủy; hải quân sợ rằng một vụ va chạm tàu hoặc việc phá hủy cầu có thể chặn lối vào một trong những cảng chính của nó. Liên đoàn lao động yêu cầu phải tuyển dụng nhân công địa phương làm việc cho công trình. Tập đoàn Đường sắt Nam Thái Bình Dương, một trong những đơn vị kinh doanh phát đạt nhất ở California đã phản đối việc xây chiếc cầu vì cho rằng chiếc cầu sẽ gây ảnh hưởng đến dịch vụ phà của họ và đệ đơn kiện chống lại dự án. Sự việc đó dẫn đến một cuộc tẩy chay hàng loạt nhằm vào dịch vụ phà của tập đoàn này. Tháng 5 năm 1924, Đại tá Herbert Deakyne thay mặt cho Bộ trưởng Chiến tranh tổ chức phiên điều trần thứ hai yêu cầu sử dụng đất liên bang cho việc việc xây dựng cầu. Deakyne, thay mặt cho Bộ trưởng Chiến tranh, chấp thuận chuyển nhượng đất đai cần thiết cho việc xây dựng cây cầu và các con đường huyết mạch cho "Hiệp hội Xây dựng cầu Cổng Vàng". Strauss có thêm một đồng minh nữa là ngành công nghiệp sản xuất xe ôtô mới ra đời mong muốn sự phát triển cầu đường sẽ kích thích nhu cầu mua xe của người dân.
Tên của cầu lần đầu tiên được sử dụng vào năm 1917 trong cuộc thảo luận ban đầu giữa Strauss và kỹ sư của thành phố San Fransisco. Cái tên được chính thức công nhận trong đạo luật Golden Gate Bridge and Highway District do cơ quan luật pháp của tiểu ban hành năm 1923.

### Thiết kế

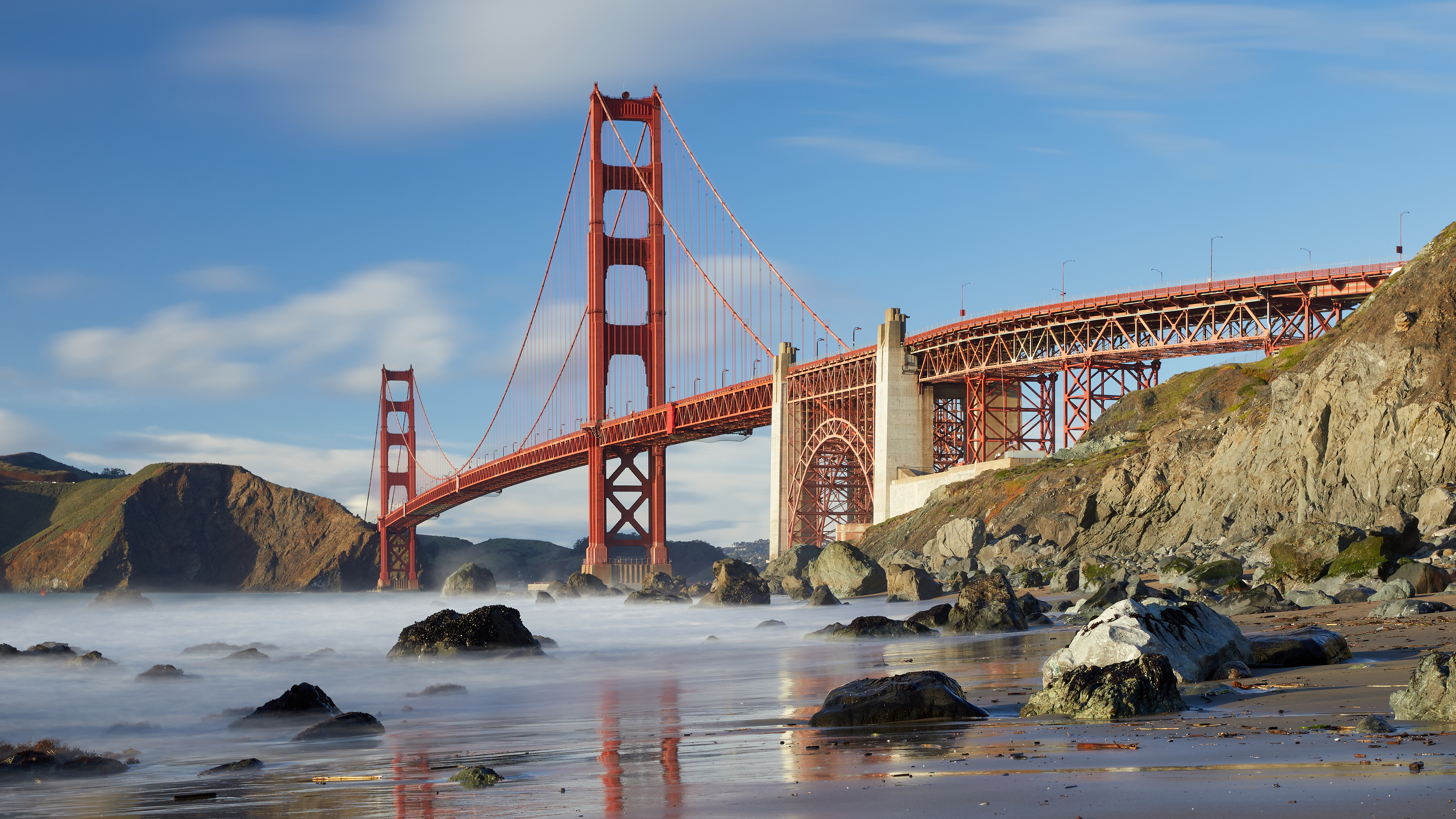
Cầu nhìn từ bãi biển Marshall (Marshall’s Beach)

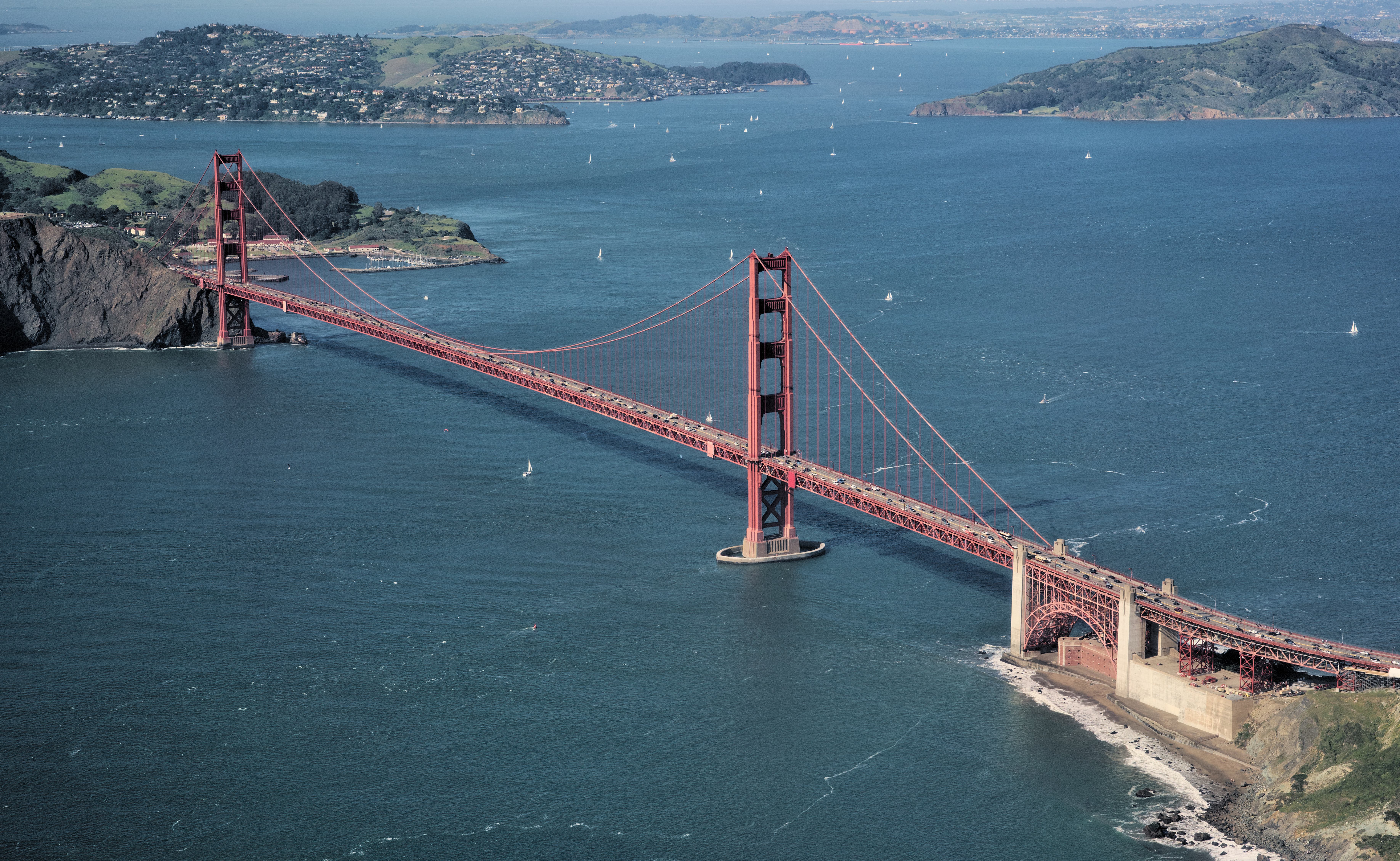
Nhìn từ trên không trung

Strauss là kỹ sư trưởng phụ trách thiết kế tổng thể và xây dựng của dự án. Tuy nhiên, do ông có ít kinh nghiệm và hiểu biết trong thiết kế cáp treo nên phần lớn các nhiệm vụ liên quan đến kỹ thuật và thiết kế do những chuyên gia khác phụ trách.
Irving Morrow, một kiến trúc sư dân cư gần như chưa được biết đến đảm trách thiết kế hình dáng tổng thể của những tháp cầu, kết cấu chiếu sáng, và các loại trang trí nghệ thuật như đèn đường, lan can và lối đi. Với sự thuyết phục của nhiều người dân địa phương, Morrow đã thay màu xám bạc chuẩn mực bằng màu cam quốc tế nổi tiếng dùng cho lớp sơn phủ của cây cầu và từ đó đến nay màu sắc đó vẫn không thay đổi.
Kỹ sư lão luyện Charles Alton Ellis, cộng tác từ xa với nhà thiết kế cầu nổi tiếng Leon Moisseiff, là kỹ sư chính của dự án. Với thiết kế kết cấu cơ bản của mình, Moisseiff đã đưa ra "lý thuyết độ lệch" mà theo đó một con đường mỏng và mềm mại sẽ lúc lắc theo gió, điều này làm giảm đáng kể sức ép đối với cây cầu bằng cách chuyển các áp lực vào các dây cáp treo và đến tháp cầu. Mặc dù Cầu Cổng vàng đã chứng minh được sự hoàn chỉnh trong thiết kế, tuy nhiên, một thiết kế sau này của Moiseiff, cây cầu Tacoma Narrow đầu tiên đã đổ sập trong một trận dông bão không lâu sau khi hoàn tất.
Ellis là một học giả và là nhà toán học có thời gian làm giảng viên kỹ thuật cho trường Đại học Illinois mặc dù ông không có bằng cấp kỹ thuật nào (cuối cùng ông cũng lấy được bằng kỹ sư dân dụng của trường Đại học Illinois trước khi thiết kế cầu Cổng Vàng và sau đó làm giảng viên của Đại học Purdue trong 12 năm trước khi về hưu). Ông trở thành chuyên gia trong thiết kế kết cấu, tác giả của những quyển sách giáo khoa chuẩn mực thời bấy giờ. Ellis đã đóng góp nhiều lý thuyết và kỹ thuật để xây dựng cây cầu nhưng ông lại ít được tín nhiệm.Tháng mười một năm 1931, lấy lý do là để hạn chế chi phí gởi và nhận điện tín với Moisseiff, Strauss sa thải Ellis và thay thuộc cấp cũ của mình là Clifford Paine vào vị trí của Ellis.Do quá say sưa với dự án và không thể tìm được việc làm khác trong thời kỳ Suy Thoái, Ellis chấp nhận làm việc không lương 70 giờ một tuần.
Để tự quảng bá bản thân và được lưu danh, Strauss đã hạ thấp những đóng góp của các cộng sự của mình, những người đã làm việc hết mình để cây cầu được hoàn thành dù họ nhận được rất ít sự thừa nhận và được trả lương rất thấp. Ông đã làm được việc ghi công mình như là người đóng vai trò chính trong thiết kế và tầm nhìn của cây cầu. Chỉ rất lâu sau đó đóng góp của các thành viên khác mới được đánh giá một cách đúng đắn. Tháng 5 năm 2007, quận Cầu Cổng Vàng đưa ra báo cáo chính thức về 70 năm cống hiến của chiếc cầu nổi tiếng và quyết định điều chỉnh sai lầm cũ bằng cách công nhận Ellis là người thiết kế cây cầu.

### Tài chính
Theo một đạo luật được đưa ra bởi cơ quan lập pháp California vào năm 1928, The Golden Gate Bridge and Highway District được công nhận là một tổ chức chính thức để thiết kế, xây dựng và chi trả cho việc xây dựng Cầu Cổng Vàng. Tuy nhiên, sau khi phố Wall sụp đổ năm 1929, tổ chức này không thể tăng ngân quỹ dành cho xây dựng, do đó họ vận động biện pháp bán trái phiếu để thu được 38 triệu USD. Tháng 11 năm 1930 việc bán trái phiếu được thông qua trong cuộc biểu quyết giữa các hạt liên quan đến cây cầu. Ngân sách xây dựng tại thời điểm phê duyệt là 30.100.000 $. Tuy nhiên, trái phiếu không thể bán được cho đến năm 1932 khi Amadeo Giannini, nhà sáng lập Ngân hàng Hoa Kỳ đóng tại San Francisco, thay mặt cho ngân hàng của ông đồng ý mua toàn bộ trái phiếu để giúp đỡ cho nền kinh tế địa phương.

### Xây dựng
Việc xây dựng bắt đầu vào ngày 05 tháng 1 năm 1933. Chi phí cho dự án hơn 35.000.000 USD.
Strauss là người đứng đầu xuyên suốt của dự án, giám sát việc xây dựng hàng ngày và tham gia vào việc động thổ. Là cựu sinh viên của trường ĐH Cincinnati, ông đã dùng một viên gạch của hội trường McMicken của trường này sau khi bị phá hủy và đặt vào trụ thả neo trước khi chỗ này được đổ bê tông. Bằng việc cải tiến cách sử dụng lưới an toàn di động đặt bên dưới công trường xây dựng, ông đã giúp cho nhiều công nhân tránh khỏi những tai nạn đáng tiếc.Trong số 11 người thiệt mạng trong quá trình xây dựng, mười người bị thiệt mạng (khi cây cầu sắp được hoàn thành) khi lưới an toàn bị rơi dưới sức ép của một dàn giáo bị ngã.Chiếc lưới này đã cứu sống 19 người khác, những người này về sau trở thành những thành viên đầy tự hào trong Câu lạc bộ Nửa đường đến Địa ngục.
Dự án này được hoàn thành vào tháng 4 năm 1937. Chi phí cho dự án thấp hơn ngân sách cho phép là 1,3 triệu USD.

### Khánh thành
Lễ khánh thành bắt đầu ngày 27 tháng 5 năm 1937 và kéo dài một tuần. Một ngày trước khi các phương tiện giao thông được cho phép đi lại, 200.000 người đã đi trên cầu bằng cách đi bộ hoặc trượt băng. Trong ngày khai mạc, thị trưởng Angelo Rossi và các quan chức đi phà sang hạt Marin và đi qua chiếc cầu trên một đoàn xe hộ tống để trở về quận Highway. Bài hát "There's a Silver Moon on the Golden Gate" (tạm dịch là "Cổng vàng lấp lánh ánh trăng bạc") được chọn làm bài hát chính thức cho lễ kỷ niệm. Strauss viết một bài thơ "Hoàn thành một sứ mệnh cao cả" mà hiện nay bạn có thể đọc thấy khi đi trên chiếc cầu. Buổi trưa ngày hôm sau, tổng thống Franklin D. Roosevelt phát tín hiệu cho phép các phương tiện bắt đầu lưu thông trên cầu. Khi các hoạt động kỷ niệm vượt ra ngoài tầm kiểm soát, phòng cảnh sát San Fransisco phải giải tán một đám đông gây rối ở trung tâm khu vực Polk Gulch. Sau đó các hoạt động dân sự và văn hóa "Fiesta" ("Ngày Hội") diễn ra suốt nhiều tuần lễ. Tượng của Strauss được chuyển đến một công trường gần chiếc cầu vào năm 1955.

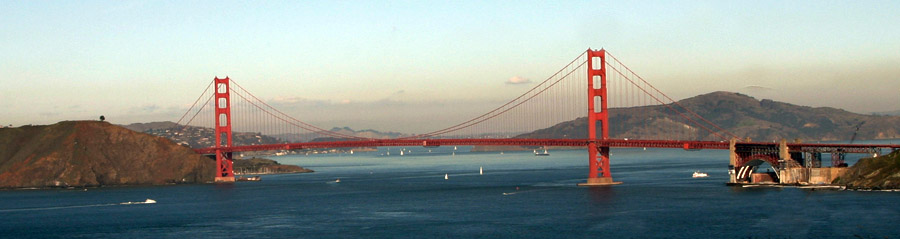
Cầu cổng Vàng, với khung đứng trên Fort Point vào cuối San Francisco (bên phải). Đằng sau khung này là đảo Angel, và nằm bên trái của đảo là Tiburon, California, che gần hết các đồi vùng vịnh Đông.

## Các đặc tính
Nhiều kỹ sư, chuyên viên đã góp công từ kỹ thuật cho đến mỹ thuật tô điểm cho cây cầu vừa hùng vĩ, hoành tráng vừa rực rỡ màu sắc dưới ánh nắng ban ngày cho đến huy hoàng lộng lẫy dưới ánh đèn ban đêm. Ánh sáng và màu sắc được thiết kế theo lối Art Deco Theme. Cầu được sơn màu đỏ cam "orange vermilion" nổi bật huy hoàng giữa vùng biển xanh và núi cỏ khô vàng nhạt, màu đỏ cam tươi sáng tàu bè dễ nhìn thấy từ xa.
Lớp sơn nguyên thủy sau nhiều năm bị rỉ sét vì hơi muối từ nước biển đến năm 1965 đã được cạo bỏ và sơn lại bằng sơn lót zinc silicate và phủ bên ngoài bằng sơn acrylic emulsion. Vừa cạo vừa sơn lại phải mất 30 năm và hoàn tất năm 1995. Hiện nay hàng ngày một toán thợ sơn 38 người lo sơn cầu, họ làm việc quanh năm vì vừa sơn xong đến đầu cầu bên này thì đầu cầu bên kia!

### Các thông số kỹ thuật
Nhịp cầu chính giữa là nhịp cầu dài nhất trong các cây cầu treo cho đến năm 1964, khi chiếc cầu Verrazano-Narrows được dựng lên giữa hai quận Staten Hhjnnd và Brooklyn ở New York. Những chiếc tháp của cầu Cổng Vàng cũng là những cái tháp cầu treo cao nhất thế giới thời bấy giờ.Năm 1957 cầu Michigan's Mackinac hoàn thành với chiều dài vượt qua cầu Cổng Vàng và trở thành chiếc cầu treo hai tháp dài nhất thế giới. Tuy thế nhịp cầu của Mackinac vẫn ngắn hơn nhịp cầu của cầu Cổng Vàng.

### Kết cấu
Trọng lượng của phần lưu thông được chuyển sang hai dây cáp xuyên qua hai tháp chính và cố định ở phần bê tông ở hai đầu. Mỗi dây cáp được làm bằng 27.572 sợi kim loại. Tổng chiều dài các sợi cáp cấu thành hai dây cáp chính là 80.000 dặm (129.000 km); tổng chiều dài này bằng 5,79 lần đường kính Trái Đất. Tổng số đinh tán dùng cho cây cầu là 1.200.000 cây.

### Giao thông

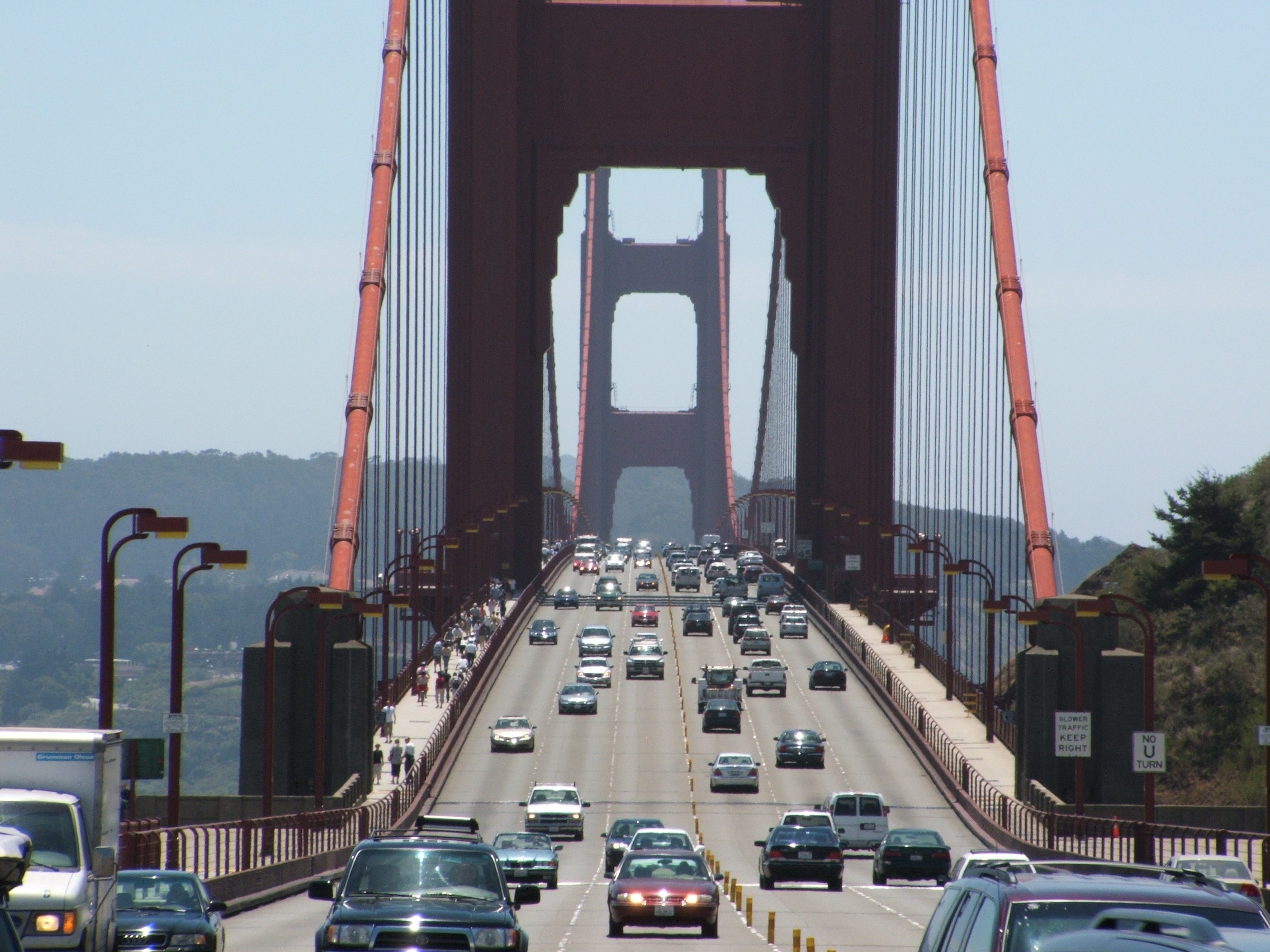
Giao thông trên cầu

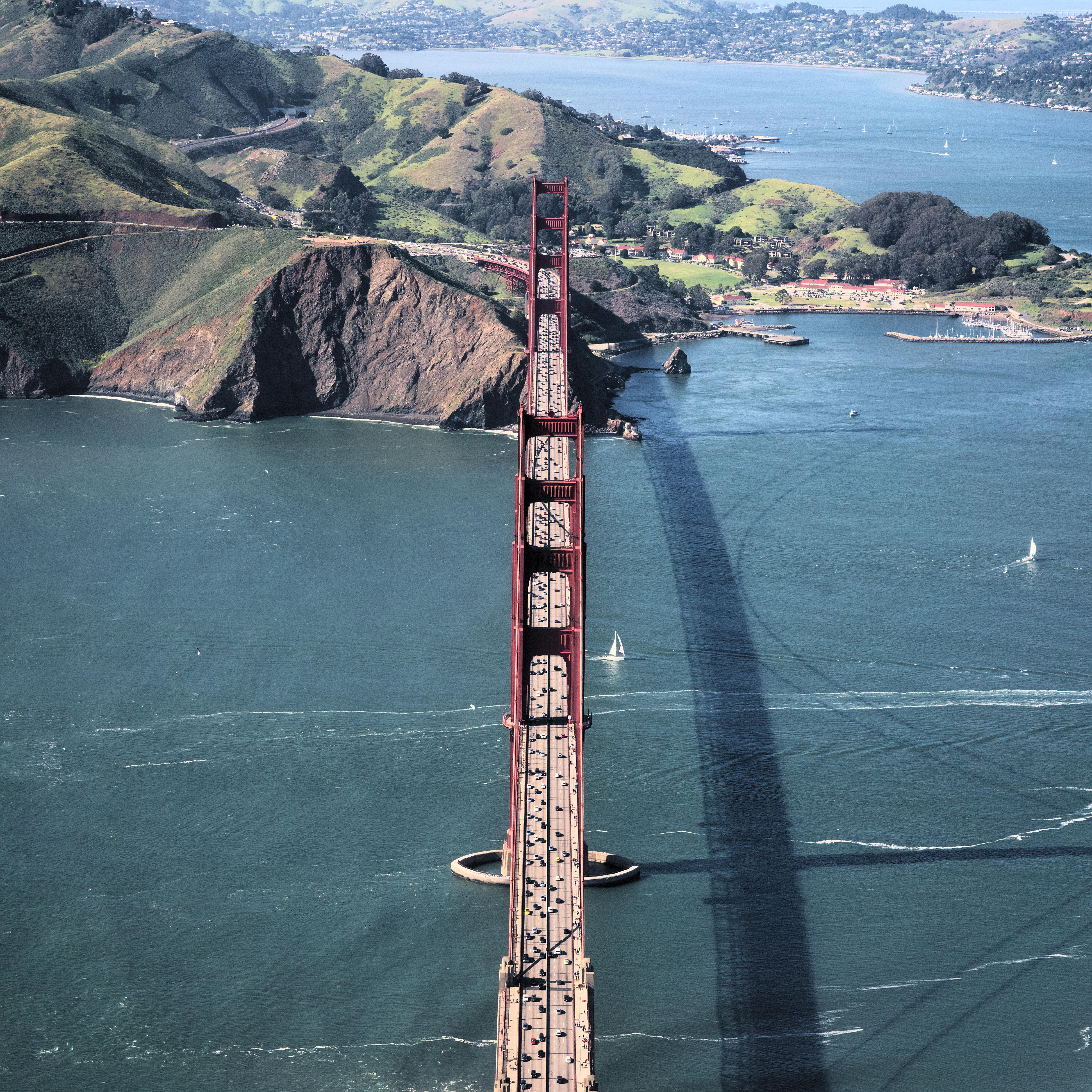

Vì là con đường duy nhất để đi từ San Francisco đến phía Bắc, cây cầu là một phần của quốc lộ U.S Route 101 và California Route 1. Lằn ranh giới giữa các làn xe được dịch chuyển để phù hợp với mô hình giao thông. Vào buổi sáng các ngày thường, giao thông chủ yếu theo hướng nam vào thành phố nên bốn trong số sáu làn xe dành cho các phương tiện chạy theo hướng nam. Ngược lại, vào buổi chiều các ngày trong tuần, bốn làn xe dành cho các phương tiện chạy theo hướng bắc. Mặc dù việc lấp đặt một hàng rào di động được bàn đến từ những năm 1980, mãi đến tháng 3 năm 2005. Ban giám đốc quản lý chiếc cầu mới cam kết sẽ tìm nguồn tài trợ để thực hiện công tác nghiên cứu trị giá hàng triệu USD trước khi có thể thực hiện việc lắp đặt một hàng rào di động. Lối đi phía đông chỉ dành cho người đi bộ và xe đạp vào ban ngày của những ngày trong tuần, và lối đi phía tây mở cửa cho xe đạp vào buổi chiều ngày của những ngày trong tuần trong tuần, cuối tuần, và ngày lễ.

### Tính thẩm mỹ

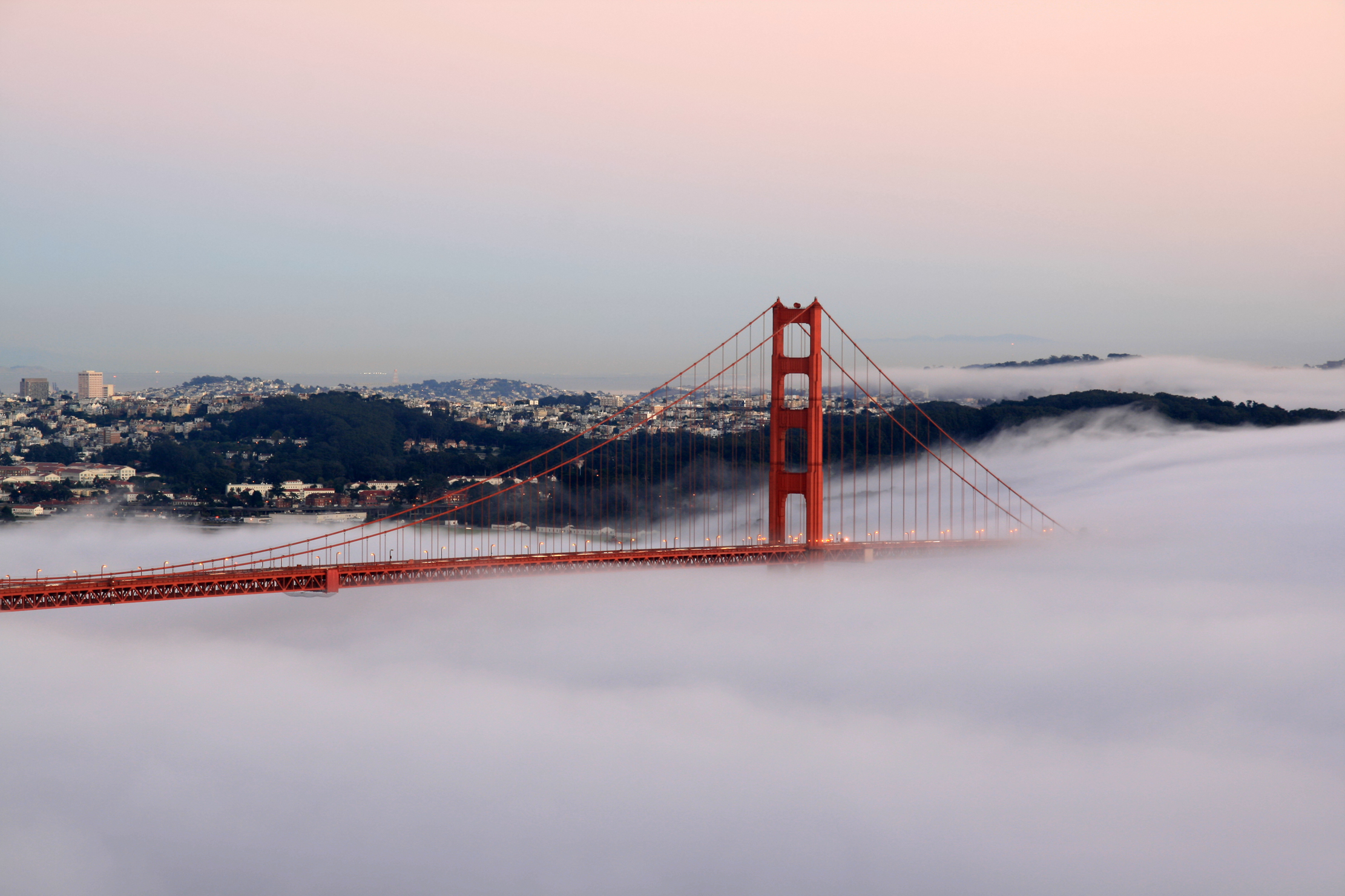
Trong sương lúc hoàng hôn

Mặc dù nhìn giống như màu đỏ nhưng màu của cây cầu được gọi một cách chính thức là màu cam đỏ, được biết đến qua cái tên "quốc tế cam". Kiến trúc sư tư vấn Irving Morning là người lựa chọn màu sắc cho chiếc cầu bởi vì nó phù hợp với môi trường tự nhiên xung quanh và cũng để nó có thể nổi bật được giữa lớp sương mù.
Cây cầu được nhắc đến là một trong những ví dụ đẹp nhất của kỹ thuật xây cầu, cả về những thách thức trong thiết kế kết cấu và sự hấp dẫn thẩm mỹ của nó. Nó được Hội kỹ sư dân dụng Hoa Kỳ bầu chọn là một trong những kỳ quan hiện đại của thế giới. Tạp chí du lịch Frommer thì cho rằng Cầu Cổng vàng "có thể là một cây cầu đẹp nhất, chắc chắn là một cây cầu được chụp ảnh nhiều nhất trên thế giới" (mặc dù Frommers cũng dành chữ "được chụp ảnh nhiều nhất" để vinh danh cầu tháp ở Luân Đôn, Anh).
Vấn đề thẩm mỹ là nguyên nhân chính khiến cho bản thiết kế đầu tiên của Strauss bị từ chối. Khi tái đệ trình kế hoạch xây dựng cây cầu của mình, ông thêm thắt các chi tiết, chẳng hạn như ánh sáng, để phác thảo cáp và tháp của cây cầu.

## Các vấn đề hiện tại

### Những vụ tự vẫn
Cầu Cổng Vàng bắc qua Vịnh San Francisco là một trong những công trình xây dựng giao thông vĩ đại nhất của nước Mỹ trong thế kỷ 20. Thế nhưng nó lại được mệnh danh là "Bãi tự sát nổi tiếng thế giới". Làn đường trên cầu cách mặt nước 79m. Sau khi nhảy từ trên cầu xuống, khoảng 4s sau thì chạm mặt nước, lúc đó vận tốc xấp xỉ là 142 Km/h.
Vụ tự vẫn đầu tiên xảy ra sau khi cây cầu khánh thành 1 ngày. Không có số liệu chính xác số người tự vẫn ở đây từ khi cây cầu hoàn thành. Bởi vì có nhiều vụ không có người chứng kiến, vì trời tối và nơi đây thường có sương mù dày đặc.
Nước ở nơi đây chỉ khoảng 8 độ C. Đặc biệt ở đây có loài cá mập trắng. Chúng thường tụ tập thành từng đàn và quanh quẩn dưới chân cầu.
Tính đến năm 2005 người ta đã thống kê được có khoảng 1200 vụ tự vẫn tại đây. Đó là những vụ người ta chứng kiến và ghi chép lại. Người ta thống kê rằng trung bình khoảng 2 tuần thì xảy ra một vụ. Trong năm 2006 có 34 vụ nhảy cầu tự vẫn xác vớt lên được. Có 4 vụ xác không tìm thấy. Bên cạnh đó có một vài xác vớt lên từ dưới dòng nước được cho là từ các vụ tự vẫn.

### Gió
Kể từ khi hoàn thành, Cầu Cổng Vàng bị đóng cửa 3 lần do các điều kiện thời tiết: vào ngày 01 tháng 12 năm 1951 do gió mạnh lên đến 111 km/giờ; vào 23 tháng 12 năm 1982, do gió mạnh 113 km/giờ; và ngày 03 tháng 12 năm 1983 với sức gió 121 km/giờ.

### Tăng cường kháng chấn
Những hiểu biết hiện đại về ảnh hưởng của động đất đến các công trình xây dựng đã làm người ta quan tâm đến việc tăng cường kháng chấn cho cầu Cổng Vàng. Do cầu này nằm gần đứt gãy San Andreas, một đứt gãy có khả năng gây ra các trận động đất lớn. Khi nghĩ đến khả năng có thể đứng vững trước những trận động đất được dự báo, cây cầu hoàn hoàn có thể bị phá hủy về cấu trúc (như sụp đổ) bởi sự phá hủy của dàn chịu lực trên vòm cao 98 m trên Fort Point. Một chương trình trị giá 392 triệu USD được tiến hành để nâng cấp khả năng chịu lực của cấu trúc với những thiệt hại nhỏ nhất. Chương trình tăng cường kháng chấn sẽ được hoàn thành theo kế hoạch vào năm 2012..